# Oud Portal de Mercaderes

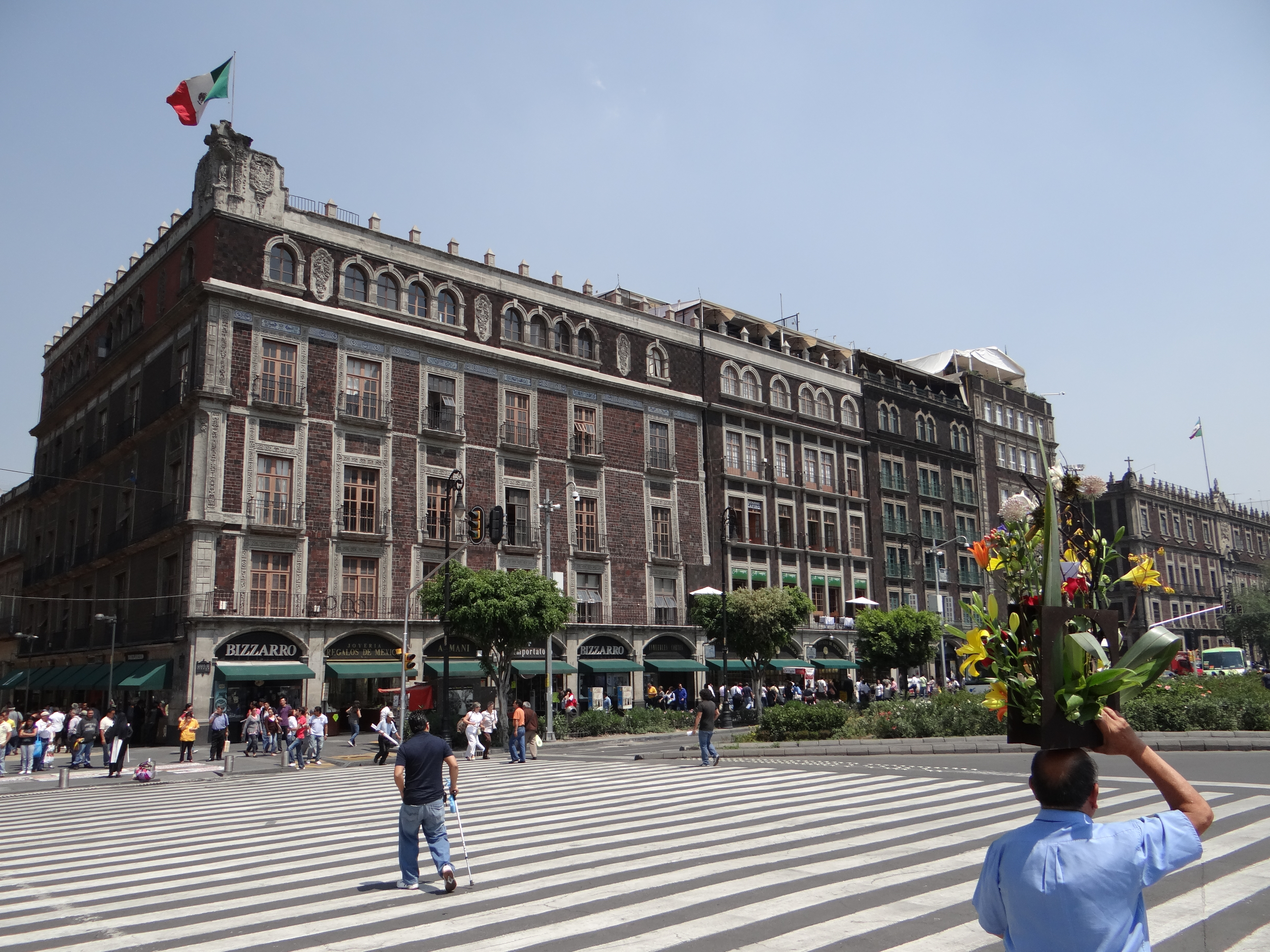
Westzijde van het Zócalo

Het Oude Portal de Mercaderes in het Historisch Centrum van Mexico-Stad beslaat een groot deel van de westzijde van het Zócalo. Vanaf de Spaanse verovering van Mexico in 1521 liggen hier commerciële gebouwen.

## Geschiedenis

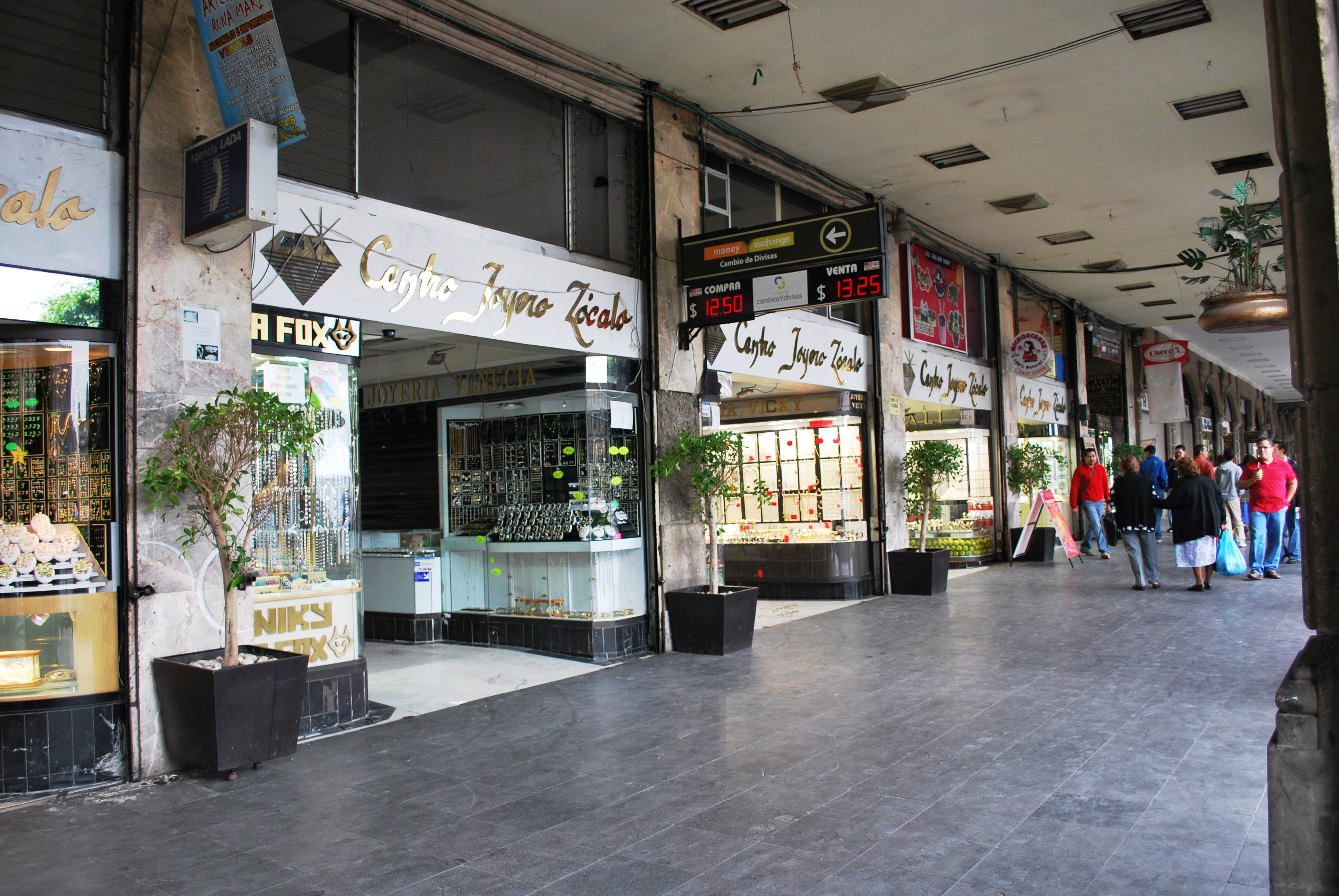
Winkelgalerij van het Centro Joyero, een deel van het Portal de Mercaderes

Het eerste koloniale gebouw werd aan deze zijde van het plein gebouwd door Melchior Davila. Vele gebouwen waren in bezit van Don Rodrigo de Albornoz. In 1524 besloot de raad van de stad dat pandeigenaren aan deze zijde een overdekte passage mochten bouwen en verhuren aan handelaren. Zo werd het probleem van zware overstromingen, die het Zócalo regelmatig teisterden, voorkomen. Gedurende het koloniale tijdperk tot in het post-onafhankelijke tijdperk stond de westzijde al bekend als het Portal de Mercaderes (portaal van handelaren). In 1629 zorgde een zware overstroming voor veel problemen, waarna een groot deel van de omliggende panden moest worden herbouwd. In het midden van de 18e eeuw werd het gebouw gereconstrueerd door een van de erfgenamen van Albornoz. In de 17e eeuw werden hier voornamelijk zijde, brokaat, fruit en medicinale kruiden verkocht. In de 19e eeuw vestigden enkele hoedenwinkels zich hier, terwijl in de passage speelgoed werd verkocht. In de avonduren werd in de passage snoep verkocht aan voorbijgangers.
Aangezien de grond van de passage in bezit van de gemeente was, maar werd verhuurd aan de pandeigenaren, leidde dit tot geschillen over het onderhoud en wie de handelaren controleerde. Verschillende marskramers profiteerden van de situatie en vestigden zich door de hele passage en soms tot op het Zócalo zelf, al dan niet permanent. Pas in de jaren 90 van de vorige eeuw werden deze marskramers met succes geweerd van het plein en de omliggende passages. Sindsdien wordt de westzijde van het plein gedomineerd door juweliers.
De meeste gebouwen aan de westzijde werden in de afgelopen eeuw gebouwd. Vanaf de jaren 1950 werden de gevels gerenoveerd in neokoloniale stijl met gebruik van Tezontle-steen, rode vulkaansteen en canterasteen.